# Estandarte Vermelho Bordado
O Estandarte Vermelho Bordado (chinês tradicional: 鑲紅旗, chinês simplificado: 镶红旗, pinyin: Xiāng Hóng Qí) foi um dos Oito Estandartes do exército e da sociedade Manchu durante as dinastias Jin Posterior e Qing posteriores da China. Estava entre os cinco estandartes inferiores. 

## Membros notáveis
- Cuigiya Lianyuan
- Consorte Jin
- Nobre Consorte Ying (Mongol)
- Zhou Youde (Han)
- Nobre Consorte Imperial Keshun

## Clãs notáveis
- Mestre
- Cuigiya
- Tatara
- Wanyan
- Namdulu
- Zhou